# Tzocohuite, Ixhuatlán de Madero
Tzocohuite är en ort i Mexiko.   Den ligger i kommunen Ixhuatlán de Madero och delstaten Veracruz, i den sydöstra delen av landet, 200 km nordost om huvudstaden Mexico City. Tzocohuite ligger 100 meter över havet och antalet invånare är 973.
Terrängen runt Tzocohuite är kuperad österut, men västerut är den platt. Runt Tzocohuite är det ganska tätbefolkat, med 54 invånare per kvadratkilometer. Närmaste större samhälle är La Ceiba, 7,4 km söder om Tzocohuite. Omgivningarna runt Tzocohuite är en mosaik av jordbruksmark och naturlig växtlighet.